# Pajk
Pajk je priimek več znanih Slovencev:
- Andrej Pajk (1789 - 1871), avstrijski in Napoleonov vojak, pisec spominov "starega Slovenca"
- Dana Pajk, flavtistka
- Ivan Pajk (1934 - 2005), duhovnik, arhidiakon, monsignor
- Janko Pajk (1837 - 1899), literarni teoretik, filozof, urednik, pisatelj
- Jurij Pajk (1797 - 1865), stavbenik, tesarski mojster, risar
- Milan Pajk (1876 - 1913), geograf, zgodovinar in pisatelj
- Milan Pajk (1909 - ?), gradbenik, projektant
- Milan Pajk (1942), fotograf, profesor, publicist
- Pavlina Pajk (1854 - 1901), pesnica in pisateljica
- Peter (Pero) Pajk (1908 - 1932), literarni zgodovinar in kritik
- Stane Pajk (1961), politik, poslanec, policist, gozdar in ekonomist
- Volbenk Pajk (1915 - 2005), dokumentarni (barvni) fotograf
- glej tudi priimek Pajek (Jožef Pajek; Olga Pajek)